# GLOVIA
GLOVIA（グロービア）は富士通が1996年から開発・販売している統合ビジネスソリューションおよび業務管理ソフトウェアパッケージのシリーズである。
日本内の中小企業向けERPでは2016年の時点で15%を超えるシェアを持っており首位、2020年の調査では25%弱のシェアで2位となっている。

## ラインナップ
大企業向け (GLOVIA SUMMIT、GLOVIA G2)、中堅企業向け (GLOVIA iZ)、中小企業向け (GLOVIA きらら)の3つの企業規模向けにラインアップが分かれている。また、製造業向けをはじめとする業種特化型ソリューション (GLOVAL smart、GLOVIA OM)も存在する。

### GLOVIA SUMMIT
1996年から開発・販売している大企業向け統合ERPソリューション。読みは「グロービア・サミット」。経営会計 (GM)、固定資産管理 (FM)、連結会計 (GC)、経営可視化 (MI)の4つのソリューションが提供されている。
データベースサーバのOSはSolarisかWindows Server、WebサーバとクライアントはWindows、データベースにはOracle Databaseを使う。
2017年9月からはGLOVIA SUMMITクラウドも提供、シングルテナントで運用され、アドオン・カスタマイズが可能なのが特長であり、富士通データセンターやGLOVIA運用保守センターに構築される。
クライアントからのウェブアクセスにはInternet Explorerが必要になる。
尚、年商5,000億円以上の規模の特大企業には、富士通ではSAP ERPとOracle EBSを提案している。

### GLOVIA smart
2006年7月より出荷が開始された中堅企業向け統合ERPソリューションパッケージ。読みは「グロービア・スマート」。GLOVIA smart認定ソフトウェアであれば、相互連携が容易に行える。（SOA技術による。）当初は業種共通ソリューションを中心に提供していたが、業種共通はGLOVIA iZとして切り出され、業種特化ソリューションを中心にsmartブランドで提供することになった。
製造業向け (統合計画管理、生産管理)、小売業向け (量販店、ショッピングセンター、専門店販売管理、宝飾業界、帳票OCR)、サービス業向け (ホテル、旅館、不動産、駐車場、ビルメンテナンス)、食品業向け (販売/生産、食品卸/雑貨卸)、建設業向け、業種特化型販売管理などを提供する。文書管理、会計、人事給与、ワークフローは業種共通ソリューションとして提供されている。

### GLOVIA きらら
2010年から、当初GLOVIA smart きららとしてスタートした中小企業向けの財務会計/給与業務ソリューション。パッケージ版に加えてSaaSでも提供される。他のシリーズと比べて必要な機能だけに絞り込んでいる。
2017年8月より、既に展開済みの会計・人事管理製品とあわせ、販売パッケージのクラウド版も開始。

### GLOVIA iZ
2016年11月より販売を開始した中堅企業向け業種共通統合ERPソリューション。読みは「グロービア・アイズ」。GLOVIA smartを業種特化型ソリューションとして再定義するにあたり、汎用的な業種共通モジュール (会計、人事給与、販売管理、生産管理、経営管理)を切り出したもの。GLOVIA きららと同じ開発基盤で構築されており、モジュールごとにクラウド、オンプレミスを選択できるハイブリッド運用が可能。

### GLOVIA OM
2008年11月から米国Fujitsu Glovia社が提供する販売・在庫・購買・生産・フィールドサービスなどの基幹系業務向けERP。読みは「グロービア・オーエム」。Salesforce Platform上でSaaSとして動作し、柔軟なカスタマイズにも対応できるのが特徴。Sales Cloud (CRM/SFA)やService Cloud (サポート/解決)とも柔軟に連携できる。
2013年12月にはGLOVIA OM V8をリリース。保守業務を支援する新機能「フィールドサービス」を追加した。
2015年10月には、GLOVIA OM V10をリリース。MRP（資材所要量計画）も搭載した。

### GLOVIA G2
米国Fujitsu Glovia社が提供する、製造業務向けのサーバ/クライアント型ERP製品。生産管理パッケージ「glovia.com」を改良してRIAおよびSOA基盤を実装している。年商1000億円～5000億円規模の大企業にも、GLOVIA SUMMITとあわせて提案されている。
ビジネスロジックのサーバOSはWindows Server、Red Hat Enterprise Linux、Salarisから選択できる。データベースはOracle DatabaseかSQL Serverから選択する。
2014年7月からクラウドの展開にも対応。2015年7月にGLOVIA G2 V3を発表、PCに加えてAndroidなどに対応。デスクトップPCからモバイルデバイスまでマルチデバイスで動作、HTML5に準拠した。

## 特徴
GLOVIAシリーズの特徴のうち1つ目は、会計専用データウェアハウス (DWH) であるFDWH (Financial Data WareHouse)の装備である。財務会計システムでは、業務で発生したデータを明細レベルで大規模に蓄積できる。このデータには商品や販売チャネル、セグメントなどユーザが分析したい視点を自由に付与することができ、管理会計的な使い方にも対応する。明細レベルでデータを管理しているため、柔軟な分析が可能であり、分析軸の切り替えやドリルダウンにより、必要な情報を容易に入手できる。明細レベルでの処理を高速化するため、残高データはメモリ上に効率的に保持されている。当初はGLOVIA SUMMITに実装されていたが、2002年にGLOVIA-Cにも実装された。
GLOVIAシリーズのもう1つの特徴は、業務データがリアルタイムで会計データベースに登録される完全論理仕訳の仕組みが実装されており、経理業務が「共有ルール、チェックは一回、即時処理」で大幅に効率化し、かつ統制を利かせることができることである。

## 歴史
1975年に、当時CAPSELと呼ばれた財務会計・人事給与システムを発売。80年代に入ってからオフコンが普及し、富士通が販売するKシリーズのオフコンと共にCAPSELも普及していった。
1990年代にSAPが日本市場に参入すると、富士通もERPの開発へ乗り出した。1994年に富士通経理部門の自社システムであったSUMMITを取り入れパッケージ化し、「GLOVIA SUMMIT」として発売した。GLOVIAは「Global Value Integrated Applications」の意味。
1996年6月には、会計業務パッケージ「GLOVIA/Financials」、生産/販売/物流業務パッケージ「GLOVIA/Manufacturing」、人事パッケージ「GLOVIA/Human Resources」を発表。サーバOSにUXP/DS、Solaris、Windows NTを、クライアントにWindows 3.1、Windows 95を採用した。
その後も、富士通本体やグループSE会社が開発した様々な業務アプリケーションを統合し、ブランドとして確立していった。
2003年7月には、製品体系を一新し、大企業向け (GLOVIA Enterprise Applications)、中堅企業向け (GLOVIA Company Applications)、小規模導入向け (GLOVIA Business Applications)の3つに製品体系を組みなおした。あわせて、GLOVIA Process C1、GLOVIA/MyOFFICE、GLOVIA-BPが発表。富士通のIT基盤「TRIOLE」との連携や、CRM分野との統合の方針が出された。
2010年に中小企業向けの製品を扱う富士通マーケティングにGLOVIA開発部隊が集約され、GLOVIA smart きらら (後にGLOVIA きらら)が出荷開始された。

### 廃止された製品
販売終了した製品の一覧が公開されている。

#### GLOVIA-BP
2003年7月に導入された小規模導入向け会計・人事給与パッケージ。

#### GLOVIA-C
1998年から提供を開始した、GLOVIA smartの前身である中堅企業向け統合業務パッケージでCAPSELの後継製品。
財務会計、人事給与、販売管理、生産管理などの業務別にラインナップされている。Excelテンプレートと呼ばれるMicrosoft Excelのマクロを利用した機能を装備しており、大量データの投入や抽出をExcelで一度に行える。この機能はほとんど決まりきったような大量なデータを1画面ずつ投入するよりも効率的である。また、蓄積したデータの中から必要なデータのみを取り出して、ユーザが独自にExcelで加工・編集することなども自由に行えるため、会社独自の報告書作成などに便利である。
2002年にはGLOVIA-C V10が出荷開始され、FDWHがGLOVIA-C 会計情報システムにも組み込まれた。一方、GLOVIA-C 給与情報システムはゼロから開発された。
2005年にGLOVIA-C XIを出荷開始。2006年のGLOVIA smartの登場に伴い、smartの傘下に編入。
関係データベース管理システム (RDBMS) はSymfoware、Oracle Databaseから選択できる。また、過去にはIBM向けパッケージとして、RDBMSをDB2に変更したDB2版も存在したが、2007年現在、DB2版は出荷停止されている。サーバ用OSはWindows Serverを使う。

#### GLOVIA F-TRADE
専門商社・卸売業向け販売管理システム。

#### GLOVIA/MyOFFICE
2003年7月に導入された大企業向け人事・総務業務ワークフローパッケージ。

#### GLOVIA/Public・Campus
国立大学法人向け「GLOVIA/Campus」「GLOVIA会計情報システムCampus」、独立行政法人向け「GLOVIA/Public」「GLOVIA会計情報システムPublic」。

#### GLOVIA/SCP
2000年3月より提供されているサプライチェーン管理製品。FK light、FP lightが終了。

#### GLOVIA smartシリーズ
会計 BP、人事給与 BP、人事給与 SE、食品製造・卸、情報共有 Documal、請求回収/支払、CRMナレッジセンターパック、CRM FASTSFA KM+、経営管理 Attention Viewer、RSSideが終了。

#### GLOVIA らくらくきらら
会計/給与パッケージ。

#### glovia.com
米国Fujitsu Glovia社の組立製造業向け生産管理システム。glovia.comは、ゼロックス社が生産拠点の標準化実現のため1973年に開発したシステムを原型としている。当初は製品名はChESS (チェス) と呼ばれていた。そのことから生まれは米国であり、それを富士通でも導入することで日本市場にも適応させてきた歴史がある。また、GLOVIA G2のベースにもなっている。
多言語対応（9言語）でグローバル展開することができる。
2006年10月にglovia.com v9 がリリースされたが、このリリースが最終バージョンとなった。
2008年11月には、glovia.comの販売モジュールがセールスフォース・ドットコム（現・セールスフォース）のクラウド環境でSaaSとして提供開始された。